# Lukianosz
Lukianosz (ógörögül: Λουκιανός; latinul: Luciānus), (Szamoszata, 120 körül – Alexandria, 180 körül) híres szatíraírója, kora gyengeségeinek kifigurázója.

## Élete
Kr. u. 120 körül született Szamoszatában, az ókori Commagene tartomány központjában. Magát görög műveltségű szírnek nevezi. Vándorszónokként megfordult Kisázsiától Galliáig több helyen is. Számos előadást tartott Athénban, ügyvédi tevékenységéről is tudunk. Élete vége felé császári hivatalt vállalt Egyiptomban, Kr. u. 180 körül halt meg.

## Műveinek általános jellemzése
Műveinek többsége a szatíra műfajába tartozik. Jellegzetes témái és híresebb szatírái:
- a vallásosság, az álszenteskedés – Peregrinosz halála
- a gazdagok pöffeszkedése – Alexandrosz avagy az álpróféta
- a filozófusok üresfejűsége – Az álbölcselő Timarkhosz ellen
- a hetérák kapzsisága – Hetérák párbeszédei
- az istenek irigysége – Istenek párbeszédei

## Híresebb művei

### Az álom, avagy Lukianosz élete
Lukianosz e művében írói indíttatásáról számol be egy álma kapcsán.
Ebben leírja, hogy amikor végére ért iskolaéveinek, az apja azon tanakodott barátaival, mire taníttassa őt. Végül megegyeztek abban, hogy az lenne a legjobb, ha valamilyen kézművesmesterséget tanulna ki, mivel így nem élősködne legény létére az apja kosztján. Mivel apja bátyja kitűnő szobrász volt, ezért apja megkérte, hogy neveljen Lukianoszból is szobrászt, mivel a gyermek már tanújelét adta kézügyességének különféle viaszbábuk elkészítése során. Első inasténykedése során azonban Lukianosz eltört egy drága kőlapot, amire nagybátyja elverte egy bottal. Lukianosz hazaszökött és elpanaszolta a bántást. Aznap éjjel otthon álmot látott, melyben két asszony küzdött érte. Az egyik a Szobrászművészet volt, a másik a Műveltség. A két asszony Lukianoszra bízta a döntést, hogy melyiküket választja. Miután Lukianosz a Műveltséget választotta, az felemelte egy kocsira a gyermeket, majd:
Mikor aztán fölszálltam, hajtani kezdett, és ő a gyeplőt fogta, én meg a magasba emelkedve, ahogy Keletről Nyugat felé repültünk, végignéztem a városokat, népeket és nemzeteket, s közben miként Triptolemosz, egyre szórtam valamit a földre. Nem emlékszem már rá, mit szórhattam, csak annyi maradt meg bennem, hogy a lent bámészkodó emberek mind megéljeneztek, s bárhová jutottunk röptünkben, szerencsét kívántak utamhoz. Miután a tengernyi látnivalót megmutatta nekem, s engem is megmutatott az éljenező tömegnek, újból visszahozott, de nem abban a ruhában, ami a fölemelkedéskor volt rajtam; úgy rémlik, nagyon díszesen öltözve tértem haza! A Műveltség kézen fogta apámat, aki ott állt és várakozott, megmutatta neki, milyen ruhában, milyen előkelő emberként jöttem meg, egyszersmind szelíden emlékezetébe idézte, kis híján milyen tévesen döntött sorsomról.

### Hogyan írjunk történelmet?
E szatírájában Lukianosz összefoglalja a történetírókkal szemben támasztott elvárásait, és egyben kigúnyolja a sok önjelölt történészt.
Lüszimakhosz uralkodásának idején járvány tört ki Abdérában, a lakosok tragédiaszínésznek hitték magukat. Az abdérai nyavalya sok művelt főt megtámadott Lukianosz idején is: nem tragédiát szavalnak, hanem mindenki történetírónak csapott fel. Lukianosz emiatt két jó tanácsot fejt ki bővebben azok számára, akik nem akarnak úgy tűnni, hogy e kór hatására írják történelmi műveiket.
1. Mit ne tegyen a történetíró?
- A történetírásnak egyetlen feladata és célja a tanulság; ezt pedig csupán az igazság biztosítja. Persze annál jobb, ha a szórakoztatás is vele jár, de a szórakoztatás nem mehet a tanulság rovására. A történelmi mű nem bírja el még a véletlen tévedést sem, akármilyen kicsi is. Óriási hiba, ha a történetírást nem tudjuk megkülönböztetni a költészettől, s belevisszük amannak kellékeit: a kitalált mesét, a magasztalást és az ezzel járó túlzásokat.
- A történetíró a jövőre tekintsen. Akik napi érdekeiket, saját hasznukat és előnyüket hajhásszák, és a történetírás réven remélik elérni, azok megvetésre méltók: hiszen a kortársak szemében leplezetlen és ügyetlen talpnyalók; az utókor szemében pedig túlzásaikkal egész munkálkodásukat gyanússá teszik.
- Kerülje a híres és addigra etalonnak számító történetírók szolgai másolását, átvéve azok stílusfordulatait, erőltetve az attikai nyelvjárást. Kerülje a történet szempontjából lényegtelen epizódok öncélú leírását, a történeti mű aránytalanságait (hosszú bevezetés, sovány főszöveg).

Mondandóját Lukianosz kora történetíróitól vett példákkal támasztja alá:
Aztán, minthogy Thuküdidész emlékbeszédet írt az akkori háború első elesetteire (az egyik kortárs történetíró) úgy vélte, neki magának is emlékbeszédet kell írnia Severianusra. Valamennyien Thuküdidésszel versengenek ugyanis, bár az igazán nem oka az arméniai bajoknak. Eltemetvén Severianust, a sír mellett nagy pompával fölléptet egy bizonyos Afranius Silo nevű centuriót, mint Periklész párját. Ez aztán olyan szónoklatot vág ki, hogy – a Khariszokra mondom – a könnyeim potyogtak a nevetéstől. Különösen, amikor a szónokló Afranius beszédének végén könnyek között sóhajtozva megemlékezik a gazdag lakomákról és ivászatokról. Aztán beszédére ráteszi az Aiaszhoz méltó koronát: kihúzza a kardját, és igen előkelően, amint egy Afraniushoz illik, a sír mellett mindenki szeme láttára magába döfi. Enüalioszra, méltó volt rá, hogy sokkal előbb meghaljon, semmint hogy ilyen szónoki teljesítményt nyújtson. Valamennyi jelenlévő – írja – látván ezt, csodálta és magasztalta Afraniust. A magam részéről sok mindent fölrovok neki, különösen, hogy megemlékezett a levesekről és a főzelékekről, és megkönnyezte a tésztákat, leginkább azonban azért haragszom rá, hogy halála előtt nem ölte meg ennek a színjátéknak íróját és rendezőjét.
2. Mit tegyen a történetíró?
- A jó történetírónak két fő képességre van eleve szüksége: politikai érzékre és erőteljes stílusra. Az első a természet ajándéka, ezt tanítani nem lehet; a másodikat sok gyakorlással, állandó fáradozással és a régi írók követésével kell megszerezni.
- Mindent úgy mondjon el, ahogyan megtörtént – szépítés nélkül, hiszen nem ő tehet az esetleges katasztrofális eseményekért. Így válhat hasznossá a történetírás: hasonló események bekövetkeztekor az utódok képesek lesznek, ha elolvassák a művet, megbirkózni a saját gondjaikkal.

Történelmet így kell írni az igazság erejével és az utókor elismerésének reményében: ez az igazi történetírás mértéke és próbaköve.
- A történetíró gondolkodása legyen független és igazságos, stílusának feladata pedig, hogy világosan és szemléletesen adja elő az eseményeket.

Ami a nyelvi kifejezést illeti, ha valaki történelmet akar írni gondolatmenete legyen egységes és logikus, beszédmódja világos és közérthető, fejezze ki tárgyát a legvilágosabban. Miként a történetíró gondolkodása elé a függetlenséget és az igazságosságot állítottuk normaként, stílusának is az az egyetlen feladtat, hogy világosan és szemléletesen adja elő az eseményeket.
- A tényeket szorgos aprómunkával kell összegyűjtenie és nem pedig kapkodva és vaktában. A megszerzett tényeket pedig arányosan csoportosítsa. Azokat a tényeket írja le, melyek az események megértése szempontjából fontosak, illetve melyek előre viszik a történetet.

### Lukiosz, avagy a szamár
Ebben az online is olvasható alkotásában Apuleius Aranyszamár című művének témaválasztása köszön vissza: az ifjú Lukiosz szerelembe esik egy thesszaliai szolgálólánnyal, akinek úrnőjénél Lukiosz megszállt. Az úrnő boszorkányságát kilesve Lukiosz maga is kedvet kap arra,
hogy az úrnőhöz hasonlóan egy időre madárrá változzék. A tervbe beavatott és elcsábított szolgálóleány azonban rossz varázsitalos üveget csent el, aminek 
következtében az ifjú nem madárrá, hanem szamárrá változik. Ezt követően sok viszontagság után tud csak visszaváltozni, egy meglehetősen pajzán 
kapcsolatnak köszönhetően. Az egyik városban, ahova eladták, egy előkelő hölgy állati szeretője lesz, majd ezt követően szexuális adottságait egy 
cirkuszban is be kell mutatnia egy halálraítélt nőn. A cirkuszban azonban megtalálja a varázslat ellenszerét, egy rózsát, mely a cirkuszi közönség 
szeme láttára visszaváltoztatja emberré. Szerencsére az egyik rokona is jelen van a rendezvényen, aki kezességet vállal érte, ezért nem végzik ki 
boszorkányságért. A zárójelenetben az immár visszaváltozott Lukiosz felkeresi legutolsó úrnőjét, hátha folytathatja vele a szamárként megkezdett 
viszonyt. Az úrnő azonban, hiányolva a szamár testi adottságait az ifjúban, dühösen kidobja Lukioszt, aki megszégyenülve elhajózik szülőföldje felé.

### Ikaromenipposz, avagy az űrhajós
A párbeszéd hőse, Menipposz elmeséli barátjának, hogy korábban érdeklődött az ég titkai iránt, de azok a filozófusok, akiket megkérdezett az ég titkai felől, egymásnak ellentmondóan nyilatkoztak, és összezavarták őt. Ezért elhatározta, hogy maga jár a dolgok után. Elkerülendő Ikarosz sorsát, levágta egy keselyű bal és egy sas jobb szárnyát. Ezeket átkötötte és erős szíjakkal a vállához rögzítette, a nagy evezőtollak csúcsaihoz a kezeinek fogantyút készítve. Ikarosz a szárnyakat viasszal rögzítette és mivel közel repült a Naphoz, a viasz megolvadt, a tollak pedig leestek.
Menipposz így megszerezte a sas repülési képességét és fölszállt a Holdra, ahol találkozott Empedoklésszel, akit régen bedobtak az Etnába, és az onnan kilövellő hamu felrepített a Holdba. Empedoklész elárulta, hogy ha sasszárnyával sebesen csapkod, akkor megszerzi jobbszemére a sas éles látását is. Így a távolból figyelve szemlélheti az emberek hitványságát, az emberi küzdelem céljainak (föld, arany) hiábavalóságát, és kicsiny voltát. Menipposz így is tett: a világ erre olyannak tűnik föl előtte, mint Akhilleusz pajzsa.
Ezt követően Menipposz Szeléné holdistennő üzenetével felröpült Zeuszhoz az Olümposzra. Szelénének ugyanis elege lett a filozófusok asztronómiai magyarázataiból, hogy a Holdnak nincs fénye, a Hold félkör és sarló alakú. Elege volt abból is, hogy látta a filozófusok valódi életét: azok csalásait, képmutatásait. Ezek miatt el akar költözni, hacsak Zeusz móresre nem tanítja a filozófusokat. Zeusz fogadta Menipposzt és panaszkodott neki, hogy az emberek már nem tisztelik eléggé. Ezután Menipposz láthatta Zeuszt munka közben: könyörgéseket hallgatott meg, kéréseket teljesített, agyonütötte Hermodórosz filozófust mennykővel, végül parancsokat adott az időjárásnak. Ezt követően került sor egy lakomára az istenekkel. Zeusz itt elhatározta, hogy mennykővel agyoncsapja az összes filozófust, majd lenyeste Menipposz szárnyait, és Hermésszel visszaküldte a Földre.

## Utóélete
Lukianosz népszerűségét jelzi, hogy a bizánci korszakból is számos lukianoszi stílusban megírt párbeszéd maradt fönn. Ezek közül magyarul is olvashatók a „Philopatrisz” (A hazaszerető) című XI. századi, a „Timarion” című XII. századi, végül pedig az 1414-ben keletkezett "Mazarisz Hádésznál" című írások. A Lukianosz neve alatt fennmaradt és magyarul megjelent ókori írások egy része is vitatott szerzőségű.
Az ókortörténészek az ókori mikroközösségek és mentalitástörténet kimeríthetetlen forrásaként tekintenek rá. Híres kijelentése, mellyel a Föld-Hold távolság kiszámítását fölösleges időpocsékolásnak tartja, jelzi az antikvitás tudományfelfogásának a sajátosságát: a gyakorlati célú tudományok és a humán tudományok eltérő értékét. A műveltségnek ez az ún. retorikai jellege, a humántudományok magasabbrendű voltának hirdetése egyébként már az Álomról című művében is megfigyelhető, mikoris az ifjú Lukianosz visszautasítja a Techné, azaz a közvetlenül hasznot hozó tudás (az elbeszélésben ezt a Szobrászat testesíti meg) csábítását.
Művei előképül szolgáltak Rotterdami Erasmus A balgaság dicsérete című művéhez. Engels a klasszikus ókor Voltaire-jének nevezi. Magyarra többek között Vajda Károly, Jánosy István, Révay József, illetve Szilágyi János György fordította. Az Ikaromenipposz, illetve az Igaz történet című művei inspirációként szolgáltak a sci-fi irodalom számára.

## Magyarul
- Lukianos válogatott párbeszédei; ford., bev. Vajda Károly; Pleitz Ny., Nagybecskerek, 1896
- A görög sport. Lukianos műve a tornászatról; ford., bev., jegyz. Jakobinyi Péter; Lampel, Bp., 1907 (Magyar könyvtár)
- Icaromenippus vagy Utazás az égbe; ford. Konrád Ferenc; Huszár Ny., Nyitra, 1911
- Széplányok egymásközt; ford. Révay József; Amicus, Bp., 1920 (Régiségek-ritkaságok)
- Aléthés istoria azaz Igaz história egy csodálatos utazásról a holdban. Tréfás utazási regény; ford. Révay József; Kner, Gyoma, 1922 (Monumenta literarum)
- A csodaszamár; ford. Révay József; Modern Könyvterjesztő Vállalat, Bp., 1943
- Lukios vagy a szamár és más szatírák; ford. Détshy Mihály; Officina, Bp., 1948 (Officina könyvtár)
- Istenek, halottak, hetérák; ford., utószó, jegyz. Jánosy István; Európa, Bp., 1958
- Beszélgetés a táncról; ford., utószó Trencsényi-Waldapfel Imre, jegyz. P. Mayer Erika; Magyar Helikon, Bp., 1959
- Ikaromenipposz avagy Az űrhajós. Párbeszédek; ford., utószó, jegyz. Jánosy István; Európa, Bp., 1961 (Világirodalmi kiskönyvtár)
- Halottak párbeszédei; bev., ford. Jánosy István; Magyar Iparművészeti Főiskola, Bp., 1974
- Lukianosz összes művei, 1-2.; ford. Bollók János et al., jegyz. Horváth Judit, utószó Szilágyi János György; Magyar Helikon Európa, Bp., 1974 (Bibliotheca classica)